# Lucas Liss
Lucas Liß (Unna, 12 de janeiro de 1992) é um desportista alemão que compete no ciclismo na modalidade de pista, especialista nas provas de perseguição por equipas, scratch e omnium.
Ganhou duas medalhas no Campeonato Mundial de Ciclismo em Pista, ouro em 2015 e prata em 2017, e duas medalhas no Campeonato Europeu de Ciclismo em Pista de 2012, ouro em omnium e prata em perseguição por equipas.

## Medalheiro internacional
| Campeonato Mundial | Campeonato Mundial      | Campeonato Mundial | Campeonato Mundial      |
| Ano                | Lugar                   | Medalha            | Competição              |
| ------------------ | ----------------------- | ------------------ | ----------------------- |
| 2015               | Saint-Quentin ( França) | Medalha de ouro    | Scratch                 |
| 2017               | Hong Kong ( China)      | Medalha de prata   | Scratch                 |
| Campeonato Europeu |                         |                    |                         |
| Ano                | Lugar                   | Medalha            | Competição              |
| 2012               | Panevėžys ( Lituânia)   | Medalha de ouro    | Omnium                  |
| 2012               | Panevėžys ( Lituânia)   | Medalha de prata   | Perseguição por equipas |